# 纽贝里 (佛罗里达州)
纽贝里（英語：Newberry），是美国佛罗里达州下属的一座城市。建立于1908年。面积约为119平方公里（约合46平方英里）。根据2010年美国人口普查，该市有人口4,301人。论人口在本州排行第224。